# Kottingbrunn
Kottingbrunn ist eine Marktgemeinde mit 7451 Einwohnern (Stand 1. Jänner 2025) im Südosten von Niederösterreich im Bezirk Baden, die ungefähr 30 km südlich von Wien liegt.

## Geografie

### Gemeindegliederung
An Ortschaften und Siedlungsnamen weist Kottingbrunn auf als Markt: Kottingbrunn, als Dorf: Aussiedlung, als Einzelhäuser: Pichlersiedlung, Rote-Kreuz-Siedlung sowie Siedlung am Wall.

### Nachbargemeinden
|            | Baden bei Wien                              |                                      |
| Bad Vöslau | Kompassrose, die auf Nachbargemeinden zeigt | Teesdorf                             |
|            | Leobersdorf                                 | Günselsdorf Schönau an der Triesting |

## Geschichte

### Allgemein

Kottingbrunn (links unten) und Umgebung um 1873 (Aufnahmeblatt der Landesaufnahme)

Kottingbrunn ist ein uraltes Siedlungsgebiet. Funde aus dem 3. Jahrhundert v. Chr. und dem 4. Jahrhundert n. Chr. beweisen das. Sehr wahrscheinlich ist der Ortsname Kottingbrunn auf die Kotiner (römisch: Cotini) zurückzuführen. In den Blättern für Heimatkunde führt Göhlert Kottingbrunn auf das keltische „cot“ (Wald) und „bryn“ (Anhöhe) zurück.
Zur Zeit der Völkerwanderung wechselte die Bevölkerung sehr rasch, bis schließlich unter den Babenbergern die bisher ansässige slawische Bevölkerung von den zugewanderten Bayern und Franken assimiliert wurde. Es ist anzunehmen, dass aus dem keltischen Ortsnamen schließlich ein bayrisch-verdeutschtes Kottingbrunn wurde. Die Babenberger schoben die Grenze immer weiter nach Osten und sicherten sie durch die Errichtung von Felsen- und Wasserburgen. So entstand auch die Wasserburg Kottingbrunn. Ein Anselmus de Prunne wird im Jahr 1114 urkundlich erwähnt.
Die erste Türkenbelagerung (1529) hat die schwer befestigte Wasserburg wohl überstanden, doch 1683 wurde der ganze Ort und die Burg von den Türken verwüstet. Der Wiederaufbau erfolgte durch die Grafen Lamberg in der heutigen Form als Jagdschloss.
Kottingbrunn war bis zum Bau des Wiener Neustädter Kanals (Bauzeit von 1785 bis 1803) eine Agrargemeinde. Der Kanal ermöglichte eine kostengünstige Beförderung von Kohle, Rohstoffen und Fertigprodukten. Es entstanden die ersten Fabriken, eine Entwicklung, die durch den Bau der Südbahn (Inbetriebnahme 1841) wesentlich beschleunigt wurde.
Die Zwischenkriegszeit, besonders nach 1930, brachte eine enorme Arbeitslosigkeit. Bei 2300 Einwohnern hatte Kottingbrunn 600 Arbeitslose. Der Zweite Weltkrieg kostete fast dreimal so viele Tote wie der Erste. Die Luftangriffe auf Wien zerstörten den Flugplatz und forderten auch Tote unter der Zivilbevölkerung. Nach Kriegsende waren alle Betriebe zerstört oder ausgeräumt.
Nach dem Zweiten Weltkrieg begann auch in Kottingbrunn der Wiederaufbau. Am 11. April 1955 reiste vom Flugplatz Kottingbrunn eine österreichische Delegation nach Moskau und kehrte am 15. April mit dem fertiggestellten Entwurf des Staatsvertrages hierher zurück.

### Einwohnerentwicklung
Daten lt. Statistik Austria
| Kottingbrunn: Einwohnerzahlen von 1869 bis 2025     | Kottingbrunn: Einwohnerzahlen von 1869 bis 2025 | Kottingbrunn: Einwohnerzahlen von 1869 bis 2025 | Kottingbrunn: Einwohnerzahlen von 1869 bis 2025 | Kottingbrunn: Einwohnerzahlen von 1869 bis 2025 |
| --------------------------------------------------- | ----------------------------------------------- | ----------------------------------------------- | ----------------------------------------------- | ----------------------------------------------- |
| Jahr                                                |                                                 |                                                 |                                                 | Einwohner                                       |
| 1869                                                | 1869                                            |                                                 | 1.301                                           | 1.301                                           |
| 1880                                                | 1880                                            |                                                 | 1.584                                           | 1.584                                           |
| 1890                                                | 1890                                            |                                                 | 1.803                                           | 1.803                                           |
| 1900                                                | 1900                                            |                                                 | 1.920                                           | 1.920                                           |
| 1910                                                | 1910                                            |                                                 | 2.263                                           | 2.263                                           |
| 1923                                                | 1923                                            |                                                 | 2.315                                           | 2.315                                           |
| 1934                                                | 1934                                            |                                                 | 2.317                                           | 2.317                                           |
| 1939                                                | 1939                                            |                                                 | 2.608                                           | 2.608                                           |
| 1951                                                | 1951                                            |                                                 | 2.232                                           | 2.232                                           |
| 1961                                                | 1961                                            |                                                 | 2.506                                           | 2.506                                           |
| 1971                                                | 1971                                            |                                                 | 3.197                                           | 3.197                                           |
| 1981                                                | 1981                                            |                                                 | 3.999                                           | 3.999                                           |
| 1991                                                | 1991                                            |                                                 | 5.308                                           | 5.308                                           |
| 2001                                                | 2001                                            |                                                 | 6.573                                           | 6.573                                           |
| 2011                                                | 2011                                            |                                                 | 7.457                                           | 7.457                                           |
| 2021                                                | 2021                                            |                                                 | 7.351                                           | 7.351                                           |
| 2025                                                | 2025                                            |                                                 | 7.451                                           | 7.451                                           |
| Quelle(n): Statistik Austria, Gebietsstand 1.1.2021 |                                                 |                                                 |                                                 |                                                 |

### Galopprennbahn und Gestüt Kottingbrunn (1896–1932)

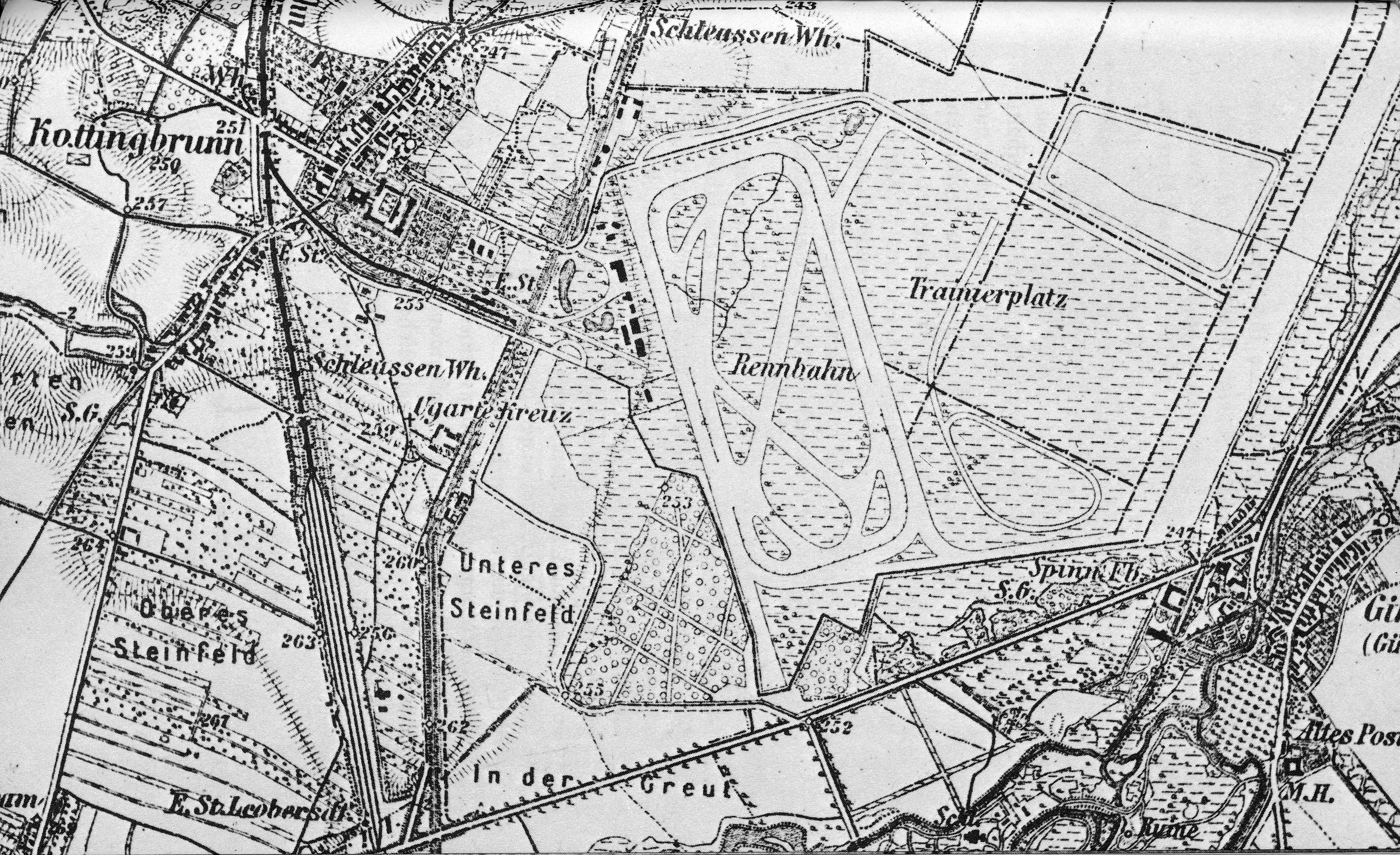
Kottingbrunn samt Rennbahn (um 1900)

Ab 1876 wurde vom Jockey-Club für Oesterreich wiederholt die Gründung einer zweiten (neben der Galopprennbahn Freudenau), im Nahbereich von Sommerfrischen gelegenen (Hindernis-)Bahn erwogen. Nachdem die Projekte Krieau (Inneres der Trabrennbahn) sowie Laxenburg verworfen worden waren, stand 1894 der Ankauf des im Südosten von Baden gelegenen, dem Stift Melk gehörenden Haidhofs (der eine 2.400 Meter lange Bahn ermöglicht hätte) in Verhandlung, scheiterte jedoch an der Höhe des geforderten Preises. Unweit davon konnte noch im selben Jahr Schloss Kottingbrunn mit ausgedehnten Liegenschaften erworben und mit dem Bau (auf dem bedenklich steinig-harten Boden am Rande der Trockenen Ebene) begonnen werben.
Am 30. Juli 1896 wurde im Park des Schlosses eine 2.800 Meter lange Pferderennbahn eröffnet, für deren Betrieb der Renn-Verein-Kottingbrunn (R. V. K.) ins Leben gerufen worden war. Laut anlassbezogener erster Kundmachung des Jockey-Clubs bestanden die Stallungen aus 108 Boxen nebst Wohnräumen für das Stallpersonal, waren Wohnungen für Trainer und Jockeys in den Stallungen nicht vorhanden, würden jedoch durch die im Schloss residierende herrschaftliche Verwaltung besorgt werden.
1896 übernahm Aristides Baltazzi (1853–1914), bedeutendster österreichischer Pferdezüchter seiner Zeit (Gestüt Napajedla), die Geschäfte des Jockey-Clubs und brachte in den folgenden Jahren die Rennbahnen Freudenau sowie Kottingbrunn zu nie geahnter Höhe. Die Galopprennbahn Kottingbrunn, für deren Eröffnungsrennen bereits 130 Pferde gemeldet waren, erlangte für Flach- sowie Hindernisrennen große Bedeutung und zählte bereits nach wenigen Jahren zu den schönsten und besten Rennplätzen des Continents. 1897 wurde auf Betreiben des Jockeyclubs für Österreich in Wien mit dem Bau einer von der nahegelegenen Strecke der Südbahn bis unweit des Hauptportals des Rennplatzes führenden Zweiglinie (einer mit Dampf zu betreibenden normalspurigen Kleinbahn) begonnen. Bis zur Inbetriebnahme dieser am Ufer des Wiener Neustädter Kanals mit zwei Inselbahnsteigen endenden Stichbahn wurde die um einen Bahnsteig erweiterte Südbahnstation Kottingbrunn für An- und Abreise der Zuschauermassen adaptiert. Der Plan, an der Endstelle, möglichst nahe der Rennbahn, Züge zur kurzfristigen Abreise des Publikums anzubieten, war zunächst von der Gemeinde unterlaufen worden: dem Abriss eines Feuerwehrgebäudes (und Neubau durch den Jockey-Club) könne nicht zugestimmt werden.
1908/09 wurde elektrischer Strom eingeleitet und neben dem Betrieb des Pumpwerks zur Beleuchtung im Schloss, einzelnen Tribünenräumen sowie den Ställen installiert. Baulich wurde die Terrasse am Sattelraum vergrößert sowie Ausbesserungen an Bahnen, Tribünen und Gebäuden vorgenommen.
Zwischen 4. und 8. August 1911 fanden täglich, von dem im selben Jahr gegründeten Reit- und Polo-Club (Wien) initiiert, erstmals internationale Matches (Challenge-Cup) statt, zu denen unter anderem Klubs aus Frankfurt, Berlin, Hamburg und Budapest 60 Pferde gemeldet hatten. Die Wiener Mannschaft trat mit 19 Spielern an.
Am 10. Juni 1915 kam es (durch unsachgemäß ausgeführte Spenglerarbeiten) in der Anlage zu einem Brand, der die zweistöckige hölzerne Haupttribüne samt Hofloge sowie angrenzende Gebäude einäscherte. Stallungen wie Wirtschaftsgebäude blieben vom Feuer verschont. Da der geplante Wiederaufbau der zerstörten Gebäude unterblieb, hatte der Betrieb des Rennplatzes Kottingbrunn – in der bis dahin bekannten Form – mit der (durch den Kriegsbeginn verkürzten) Saison am 30. Juli 1914 sein Ende gefunden. Das Gestüt Kottingbrunn bestand jedoch auf der Liegenschaft fort.

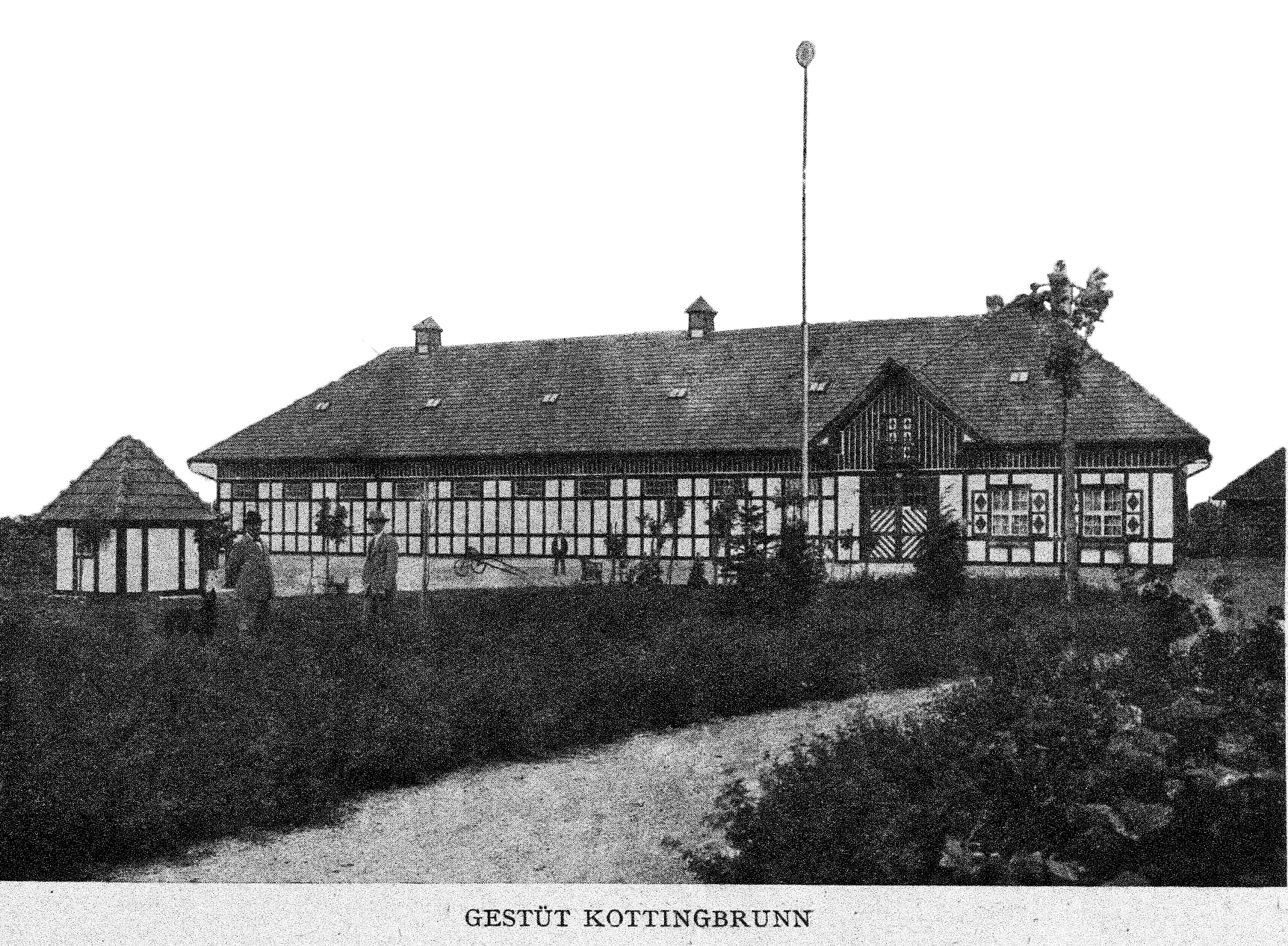
Gestüt Kottingbrunn des Franz Hammerer (1919)

Verstand sich das Gestüt Kottingbrunn als die vom Jockey-Club für Österreich nächst seiner Sommer-Residenz betriebene Zuchteinrichtung, so wurde ab 1914/15 dieser Begriff populäres Synonym für das auf dem Gelände wirkende Unternehmen von Franz Hammerer († 1932), ab 1906 Eigentümer des Hotel City, der eine über viele Jahre erfolgreiche Traberzucht zu etablieren vermochte.
1916 wurde entschieden, die in diesem Jahr für Kottingbrunn vorgesehenen Rennen in der Freudenau zu veranstalten (Kottingbrunn in Wien). In diesem Zusammenhang eröffneten sich auch die seit jeher bestehenden Nachteile der Kottingbrunner Bahn: kein durchgehend planes Gelände, ungeeignete Besprengungsanlage (Geläuf ausgedorrt; Niederbrüche teurer Pferde), längere, für eine Gerade bestimmte Fliegerrennen wurden über ein scharfes Knie gelaufen. Auch hatte die jährliche Übersiedlung der Ställe von der Freudenau nach Kottingbrunn zum Sommerbetrieb für den Jockey-Club stets eine beträchtliche finanzielle Belastung dargestellt.
Um 1919/20 wurden die in Kottingbrunn stationierten Reste des Staatsgestüts Radautz in das Halbblutgestüt Wieselburg des Landwirtschaftsministeriums verlegt, wo sie Teil einer staatlichen Vollblutzucht sein würden. Umgehend gründete der Jockey-Club in Kottingbrunn ein Pensionsgestüt (nur Deckhengste, keine Mutterstuten). Nach Einstellung der Vollblutzucht in Wieselburg, 1925, übernahm der Jockey-Club die Mutterstuten für eine nationale Vollblutzucht in Kottingbrunn. Der Ausbau der Zuchtstätte, in erster Linie die Bodenverbesserung der ehemaligen Rennanlage sowie der Trainierplätze, war erfolgreich, erbrachte erstklassiges Zuchtmaterial, verschlang jedoch über die Jahre Aufwendungen, die den Jockey-Club letztlich zur Aufgabe der Zucht zwangen.
Ein nach dem Ende des Ersten Weltkriegs lancierter Versuch des Offiziersrennvereins, Veranstaltungen von der verwaisten Rennbahn in Ödenburg nach Kottingbrunn zu verlegen, hatte keinen Erfolg: jahreszeitlich war die Konkurrenz mit Wien zu groß, und (im Gegensatz u. a. zu Deutschland) hatten die Namen der Militärreiter zu wenig Zugkraft, um Wettquoten attraktiv zu machen.
Im Februar 1922 fand sich im Fachorgan Allgemeine Sport-Zeitung die Anregung, die der Stadt Wien für die Abhaltung der Pferderennen zu leistenden Steuern und Abgaben einzubehalten, dafür die Kottingbrunner Bahn wieder instand zu setzen und den Wiener Galoppbetrieb dorthin abzusiedeln. In der öffentlichen Diskussion der für den österreichischen Galopprennsport gegebenen Lage sowie Aussichten, im Wesentlichen stets verbunden mit dem Standort Wien-Freudenau, blieb vor allem die Kottingbrunner Bahn ein Argument: Im Februar 1926 wurden, als gedankliche Hilfe in der Problematik, erneut medial die Vorteile einer umgehenden wie zukünftigen Nutzung von Kottingbrunn dargelegt. Unter anderem zeige das Beispiel Budapest, dass die neu gebaute, im Mai 1925 eröffnete Rennbahn (heute: Kincsem Park) anderen Bahnen des (Um-)Landes (siehe: Alag) nicht die Daseinsberechtigung nehme.
1927 wurde die (auf 60 Jahre befristet gewesene) Konzession für den Betrieb der Zweigbahn für erloschen erklärt.
Am 30. Jänner 1932 wurde die Liegenschaft (wie auch Schloss und Gut) von Oswald Weiß, einem Wien-Bleistädter Maschinenglas-Industriellen, erworben. Dabei kamen 763 Joch (4,39 Millionen m²) Grund vom Jockey-Club um 460.000 Schilling an den Käufer, der unmittelbar nach Übernahme einen Fachmann mit dem Ausbau einer Großmusterfarm beauftragte. Der Betrieb sah an Wirtschaftsschwerpunkten vor: Geflügel, Gemüse, Schweine- und Rinderzucht. Mit den Produkten sollten die Sommerfrischler in Baden und Vöslau versorgt werden, auch an die Belieferung der Stadt Wien wurde gedacht. An verbautem Raum waren u. a. 500 Stallungen zur Nachnutzung vorhanden, 25 Rassepferde mussten vom Jockey-Club abgegeben bzw. versteigert werden. Die hohe Qualität der Zucht war zu jener Zeit noch gegeben, jedoch hatte der Verkauf der Vollblüter stagniert, da insbesondere Ställe aus Ungarn und der Tschechoslowakei sich im eigenen, bessere Zucht-Vorbedingungen aufweisenden Land bedienten.
Das Ende des Jockey-Clubs für Österreich als Rennveranstalter und Züchter Anfang 1932 schloss ein Kapitel Renngeschichte des alten Österreich, nahm der Gemeinde Kottingbrunn den mittel- wie unmittelbaren Bezug zu Pferderennen und Vollblutzucht – sowie dem Ort eine über Jahrzehnte bestehende erste Einnahmequelle.
1938 kam das ehemalige Renngelände an die Deutsche Ansiedlungsgesellschaft, 1941 an die Wolle- und Tierhaar-AG (Wotirag), die hier die für das Großdeutsche Reich größte Zuchtanlage für Merinoschafböcke schuf. Die Tiere waren für den Export nach Südosteuropa bestimmt. (Siehe auch: Südosteuropa-Gesellschaft).

## Kultur und Sehenswürdigkeiten

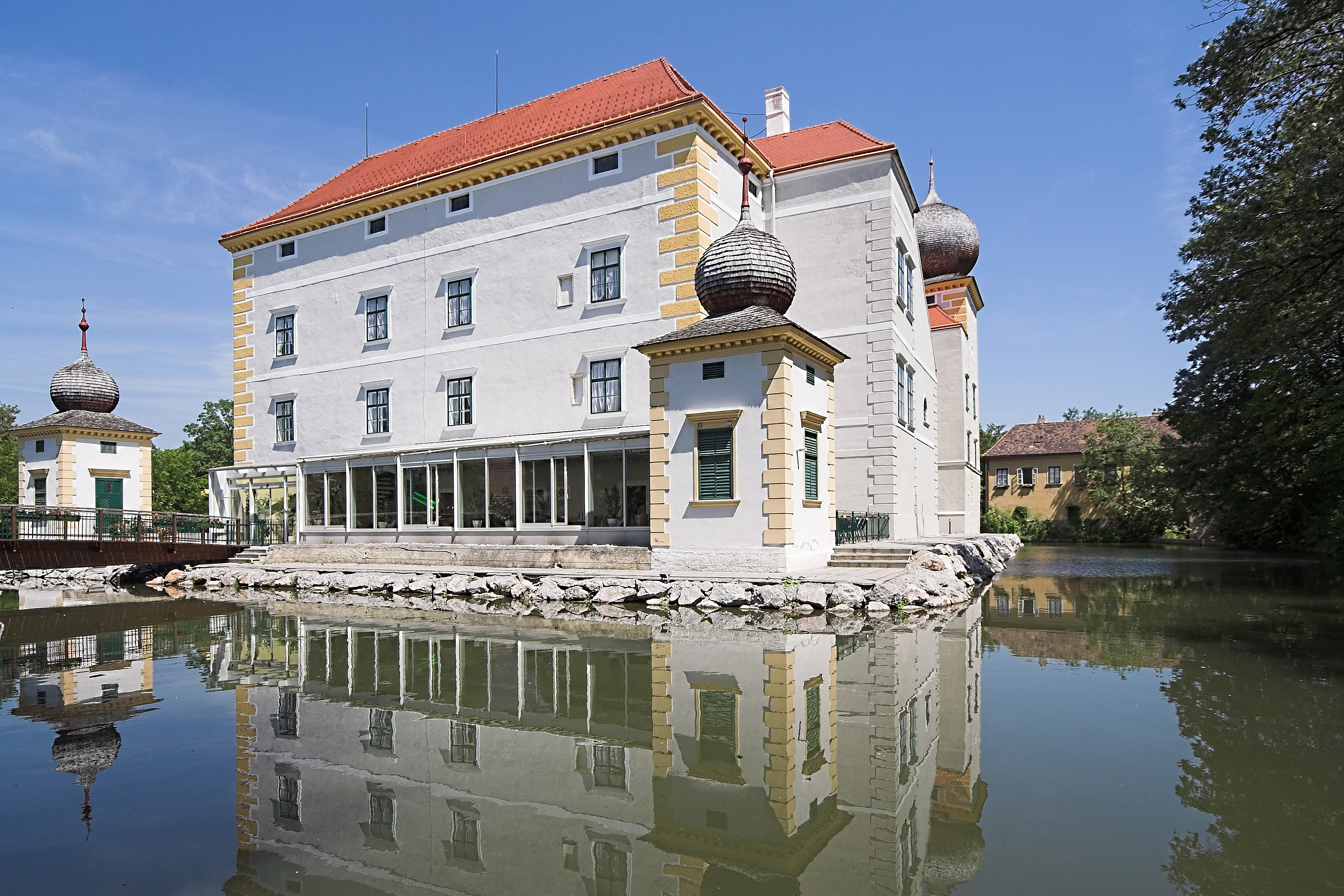
Schloss Kottingbrunn

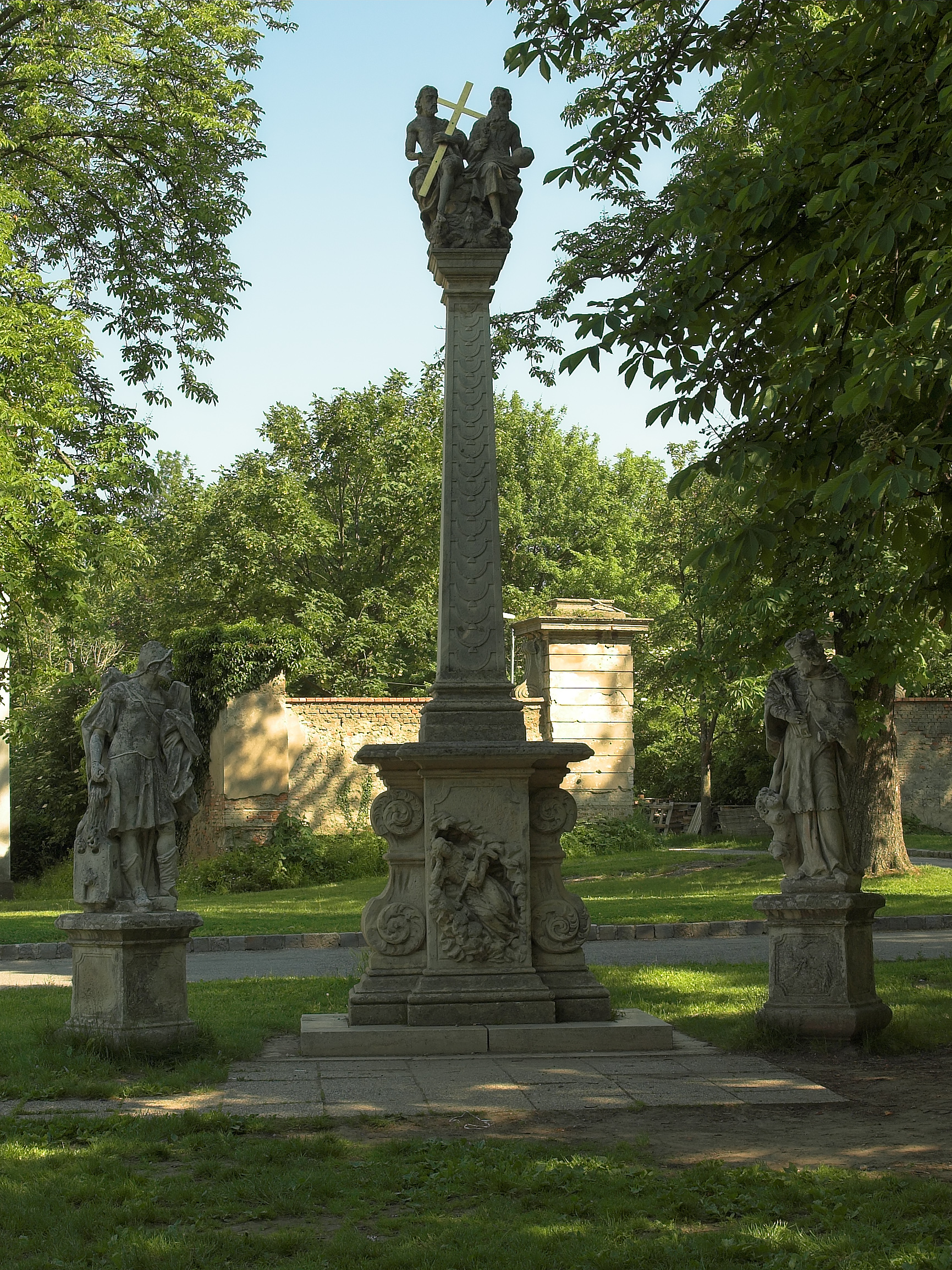
Dreifaltigkeitssäule Kottingbrunn

- Schloss Kottingbrunn: Die fast tausend Jahre alte Wasserburg von Kottingbrunn wurde mehrmals zerstört und danach immer wieder verstärkt, letztlich wurde sie in ein Jagdschloss umgebaut. 1991 wurde das Schloss von der Marktgemeinde Kottingbrunn gekauft und renoviert. Heute befinden sich darin das Gemeindeamt, das Schlossmuseum, eine Arztpraxis, ein Restaurant, ein Versicherungsbüro bzw. eine Vermögensberatung und weitere Unternehmen. Verantwortlich für das Wasserschloss Kottingbrunn sowie die Veranstaltungshalle der Volksschule ist die Marktgemeinde Kottingbrunn Betriebsgmbh. In Nebengebäuden des Schlosses hat seit 1997 die sehr aktive Kulturszene Kottingbrunn ihre Heimstatt gefunden. Der gemeinnützige Verein erarbeitet in Zusammenarbeit von Theaterprofis und Laiendarstellern jährlich ein Stück, das im Verlauf des Monats September mehrfach präsentiert wird. (2007 Friedrich Dürrenmatt: Der Besuch der alten Dame) Diese Aufführungen, die seit der Aufführungsserie 2006 (Faust I) in einem neu gestalteten Veranstaltungsgebäude stattfinden, haben in der gesamten Thermenregion und darüber hinaus Aufmerksamkeit erweckt.
- Katholische Pfarrkirche Kottingbrunn hl. Achatius
- Die Schlosskapelle wurde nach der ersten Zerstörung des Schlosses angebaut, das Altarbild zeigt die Hochzeit Mariens. Die Kapelle ist katholisch geweiht und kann für Trauungen gemietet werden (64 Sitzplätze).
- Das Schlossmuseum der Marktgemeinde Kottingbrunn zeigt die Geschichte der Gemeinde von ersten Besiedlungen der Jungsteinzeit (6000 v. Chr.) bis zur Gegenwart. Das Museum befindet sich im Wasserschloss von Kottingbrunn und ist jeden 2. Samstag im Monat von 14:00 – 17:00 Uhr (ausgenommen Januar) geöffnet.
- Die Dreifaltigkeitssäule wurde zum Dank dafür, dass Kottingbrunn von der Pest verschont wurde, vom Grafen Carl Josef von Lamberg im Jahre 1716 errichtet. Sie wurde im Jahre 1987 renoviert.

## Wirtschaft und Infrastruktur
Größter Betrieb in Kottingbrunn ist die Firma Wittmann Battenfeld, welche sich bei dieser Niederlassung auf die Produktion von Kunststoffmaschinen und Spritzgusstechnik spezialisiert hat. Als weitere Großbetrieb hat im Jahre 2009 die Firma Modine Austria ihren Produktionsstandort von Berndorf nach Kottingbrunn verlegt. Die restliche Wirtschaft besteht aus Klein- und Dienstleistungsbetrieben. Im Bereich Dienstleistung unter anderem: Einer Bank, Fleischhauerei, Reisebüro, Gastronomie und Heurige und dergleichen.
Das „Dienstleistungszentrum Wasserschloss Kottingbrunn“ schließt neben dem Gemeindeamt einen Rechtsanwalt, eine Steuerberatungskanzlei, ein Versicherungsbüro und Vermögensberatung, einen praktischen Arzt sowie technische und kaufmännische Büros zusammen. Auch die örtliche Musikschule hat hier ihre Räume.
Von 1958 bis 1962 hatten die Halleiner Motorenwerke ein Werk in Kottingbrunn. Nahe dem Flugplatzgelände des Vöslauer Flugplatzes befand sich auch ein Reifentestgelände der Semperit AG, auf dem auch in den Jahren 1957 bis 1961 Motorradrennen veranstaltete. Heute verwaltet dieses Gelände die CCK Craft Center Kottingbrunn, an der die Eco Plus beteiligt ist.

### Verkehr
In der Ortsmitte befindet sich eine Haltestelle an der Südbahn. Im Süden grenzt die Gemeinde an die Hainfelder Straße B 18, und seit 2005 besteht eine eigene Autobahnanschlussstelle auf die A2.
Nordöstlich von Kottingbrunn befindet sich auch der Flugplatz Bad Vöslau/Kottingbrunn, der nun genauso wie das entstehende Gewerbegebiet CCK Kottingbrunn einfach über die Autobahnanschlussstelle Bad Vöslau der A2 zu erreichen ist.

### Bildungseinrichtungen
Die Marktgemeinde Kottingbrunn verfügt über vier Kindergärten und eine Volksschule, die mit nahezu 330 Schülern zu den größten Volksschulen Niederösterreichs zählt. Außerdem besitzt sie eine Musikschule und eine Polytechnische Schule. Und eine Privatschule im Wasserschloss.

### Freizeit- und Sportanlagen
Kottingbrunn ist in Besitz verschiedener Parks Freizeitanlagen und Sportplätzen. Darunter auch eines Fußballstadions mit Flutlichtanlage für den ASK Kottingbrunn. Außerdem werden noch verschiedene Kurse durch zahlreiche Vereine in der Mehrzweckhalle der Volksschule und im Gemeindesaal angeboten.

## Politik

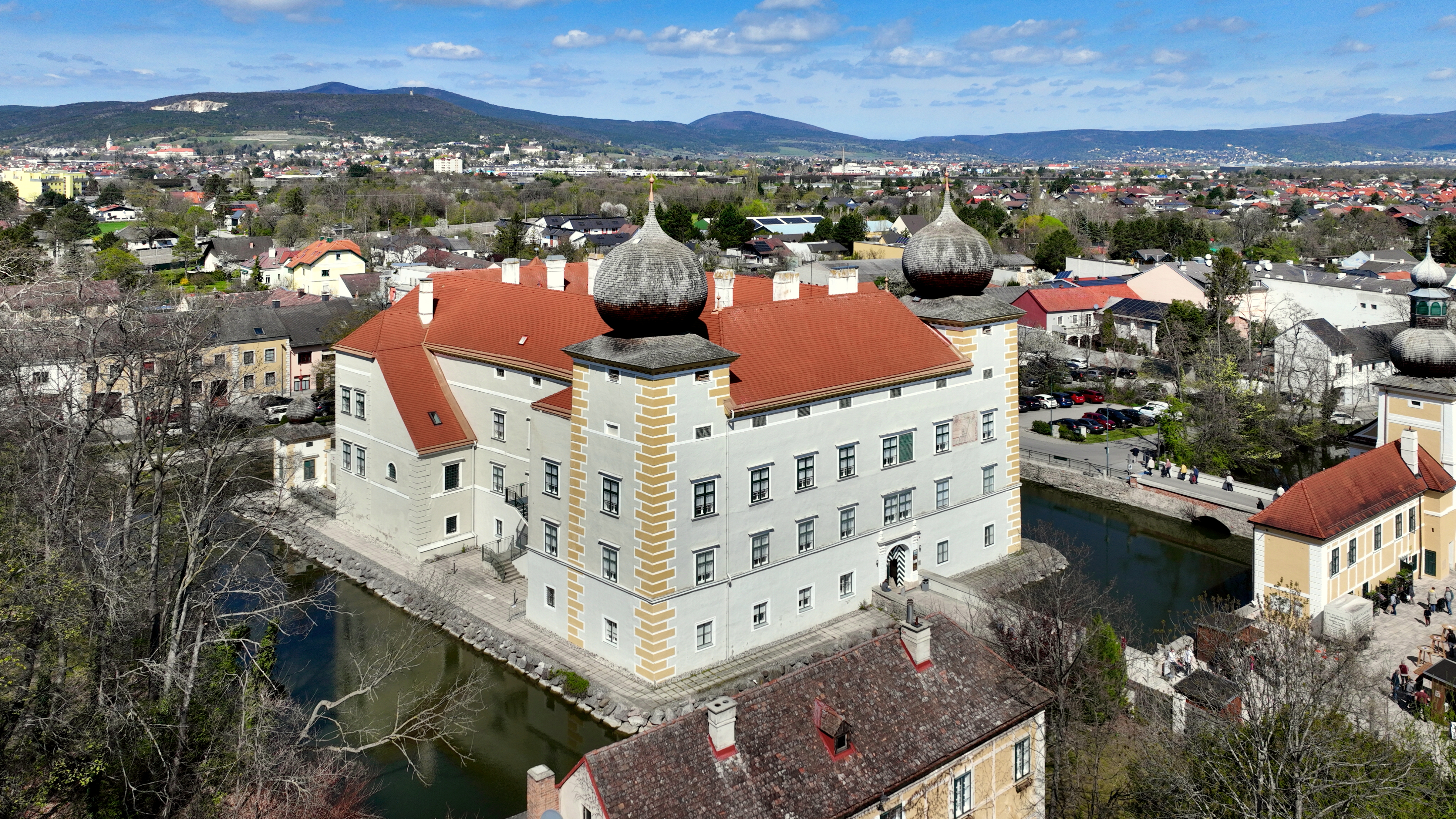
Gemeindeamt und Museum im Schloss Kottingbrunn

### Bürgermeister
- bis 2015 Andreas Kieslich (SPÖ)[21]
- seit 2015 Christian Macho (ÖVP)[22]

### Gemeinderat
Der Gemeinderat hat 33 Mitglieder.
- Nach den Gemeinderatswahlen in Niederösterreich 1990 hatte der Gemeinderat folgende Verteilung: 19 L.WEISS, 8 SPÖ und 2 ÖVP.
- Nach den Gemeinderatswahlen in Niederösterreich 1995 hatte der Gemeinderat folgende Verteilung: 16 L.WEISS, 7 SPÖ, 4 ÖVP und 2 PRO.[23]
- Nach den Gemeinderatswahlen in Niederösterreich 2000 hatte der Gemeinderat folgende Verteilung: 13 SPÖ, 7 L.WEISS, 5 ÖVP, 2 PRO und 2 FPÖ.[24]
- Nach den Gemeinderatswahlen in Niederösterreich 2005 hatte der Gemeinderat folgende Verteilung: 15 SPÖ, 8 ÖVP, 3 BL, 2 GRÜNE und 1 PRO.[25]
- Nach den Gemeinderatswahlen in Niederösterreich 2010 hatte der Gemeinderat folgende Verteilung: 12 SPÖ, 10 ÖVP, 2 FPÖ, 2 GRÜNE, 1 BLWEIß,   1 BFK und 1 PRO.[26]
- Nach den Gemeinderatswahlen in Niederösterreich 2015 hatte der Gemeinderat folgende Verteilung: 14 SPÖ, 12 ÖVP, 4 FPÖ, 2 GRÜNE und 1 PRO.[27]
- Nach den Gemeinderatswahlen in Niederösterreich 2020 hatte der Gemeinderat folgende Verteilung: 22 ÖVP, 5 SPÖ, 2 GRÜNE, 2 PRO, 1 NK und 1 1BFK.[28]
- Nach den Gemeinderatswahlen in Niederösterreich 2025 hat der Gemeinderat folgende Verteilung: 21 ÖVP, 5 SPÖ, 2 NPK, 2 FPÖ, 2 GRÜNE und 1 1BFK. [29]

### Wappen
Das Kottingbrunner Wappenbild wird durch ein goldgelbes Zahnrad, zwei Weinblätter, zwei Türkenschwerter und daraus entfachenden, rotgoldenen Flammen geschmückt.
Das Zahnrad weist auf die Bedeutung der Industrie hin, die Weinblätter stehen für die Wichtigkeit des Weinbaus in der Gemeinde. Die Schwerter symbolisieren die geschichtlichen Überfälle von Türken und anderen Feinden, wobei die Flammen auch auf die Gegenwart mit der Eisen- und Metallindustrie hinweisen.
Die Wappenverleihung erfolgte am 2. Juli 1974.

## Persönlichkeiten
- Josef Wolfgang Ziegler (1906–2000), Komponist und Chorleiter
- Peter Schnedlitz (* 1954), Universitätsprofessor[32]